# (5267) Zegmott
(5267) Zegmott es un asteroide perteneciente al cinturón de asteroides, descubierto el 13 de febrero de 1966 por el equipo del Observatorio de la Montaña Púrpura desde el Observatorio de la Montaña Púrpura, Nankín (China).

## Designación y nombre
Designado provisionalmente como 1966 CF. Fue nombrado Zegmott en honor a Tarik Zegmott, estudiante de Astronomía británico cuya investigación para su tesis de doctorado, "Optimización de las estrategias de observación para la caracterización de asteroides cercanos a la Tierra", se llevó a cabo en el Centro de astrofísica Harvard-Smithsonian.

## Características orbitales
Zegmott está situado a una distancia media del Sol de 2,370 ua, pudiendo alejarse hasta 2,575 ua y acercarse hasta 2,165 ua. Su excentricidad es 0,086 y la inclinación orbital 9,024 grados. Emplea 1333,23 días en completar una órbita alrededor del Sol.

## Características físicas
La magnitud absoluta de Zegmott es 13,4. Tiene 5 km de diámetro y su albedo se estima en 0,177.